# Ambientalismo verde brilhante
O ambientalismo verde brilhante é uma ideologia baseada na crença de que a convergência da mudança tecnológica e da inovação social fornece o caminho mais bem-sucedido para desenvolvimento sustentável.

## Origem e evolução do pensamento verde brilhante
O termo verde brilhante, cunhado em 2003 pelo escritor Alex Steffen, refere-se à nova ala do ambientalismo em rápido crescimento, distinta das formas tradicionais. O ambientalismo verde brilhante visa proporcionar prosperidade de maneira ecologicamente sustentável por meio do uso de novas tecnologias e design aprimorado.
Os proponentes promovem e defendem a energia verde, automóveis elétricos, sistemas de fabricação eficientes, bio e nanotecnologias, computação onipresente, assentamentos urbanos densos, ciclos de materiais de ciclo fechado e projetos de produtos sustentáveis. Viver em um planeta é uma frase comumente usada. Seu foco principal é a ideia de que, por meio de uma combinação de comunidades bem construídas, novas tecnologias e práticas de vida sustentáveis, a qualidade de vida pode realmente ser melhorada mesmo com a redução das pegadas ecológicas.

Em meados do século, veremos o pico da população global em algo como 9 bilhões de pessoas, todas as quais desejarão viver com uma quantidade razoável de prosperidade e muitas das quais desejarão, no mínimo, um estilo de vida europeu. Eles verão escapar da pobreza como seu direito inegociável, mas entregar essa prosperidade em nossos níveis atuais de eficiência e uso de recursos destruiria o planeta muitas vezes. Precisamos inventar um novo modelo de prosperidade, que permita que bilhões tenham o conforto, a segurança e as oportunidades que desejam no nível de impacto que o planeta pode oferecer. Não podemos fazer isso sem abraçar a tecnologia e um design melhor.
O termo verde brilhante tem sido usado com frequência crescente devido à divulgação dessas ideias através da Internet e cobertura recente na mídia tradicional.

### Luz verde
Verdes claros veem a proteção do meio ambiente antes de tudo como uma responsabilidade pessoal. Eles se enquadram no extremo ativista transformacional do espectro, mas os verdes claros não enfatizam o ambientalismo como uma ideologia política distinta, nem mesmo buscam uma reforma política fundamental. Em vez disso, eles geralmente se concentram no ambientalismo como uma escolha de estilo de vida. O lema "Green is the new black" resume esta forma de pensar, para muitos. Isso é diferente  do termo lite green, que alguns ambientalistas usam para descrever produtos ou práticas que acreditam ser greenwashing.

### Verde escuro
Em contraste, os verdes escuros acreditam que os problemas ambientais são uma parte inerente da civilização capitalista industrializada e buscam uma mudança política radical. Os verdes-escuros acreditam que os modos atuais e historicamente dominantes de organização social inevitavelmente levam ao consumismo, consumo excessivo, desperdício, alienação da natureza e esgotamento de recursos. Os verdes-escuros afirmam que isso é causado pela ênfase no crescimento econômico que existe dentro de todas as ideologias existentes, uma tendência às vezes chamada de mania de crescimento. A marca verde escura do ambientalismo está associada a ideias de ecocentrismo, ecologia profunda, decrescimento, anticonsumismo, pós-materialismo, holismo, a hipótese Gaia de James Lovelock e, às vezes, um suporte para uma redução nos números humanos e/ou renúncia de tecnologia para reduzir o efeito da humanidade na biosfera.

### Contraste entre verde claro e verde escuro
Jonathan Bate em The Song of the Earth sente que geralmente haverá profundas divisões em uma teoria. Ele sente que um grupo é o dos “verdes leves”, também conhecidos como “ambientalistas”, que veem a proteção do meio ambiente antes de tudo como uma responsabilidade pessoal. O outro grupo são os “verdes escuros”, também conhecidos como “ecologistas profundos”. Em contraste, eles acreditam que os problemas ambientais são parte inerente da civilização industrializada e buscam mudanças políticas radicais. Isso pode ser simplesmente declarado como “Know Technology” versus “No Technology”. (Suresh Frederick em Ecocriticism: Paradigms and Praxis).

### Verde claro
Mais recentemente, os verdes brilhantes surgiram como um grupo de ambientalistas que acreditam que mudanças radicais são necessárias na operação econômica e política da sociedade para torná-la sustentável, mas que melhores projetos, novas tecnologias e inovações sociais mais amplamente distribuídas são os meios para fazer essas mudanças - e que a sociedade não pode parar nem protestar em direção à sustentabilidade . Como escreve Ross Robertson,

O ambientalismo verde certo é menos sobre os problemas e limitações que precisamos superar do que as "ferramentas, modelos e ideias" que já existem para superá-los. Ele abandona a desolação do protesto e da dissidência pela confiança energizante de soluções construtivas.

## Perspectiva internacional

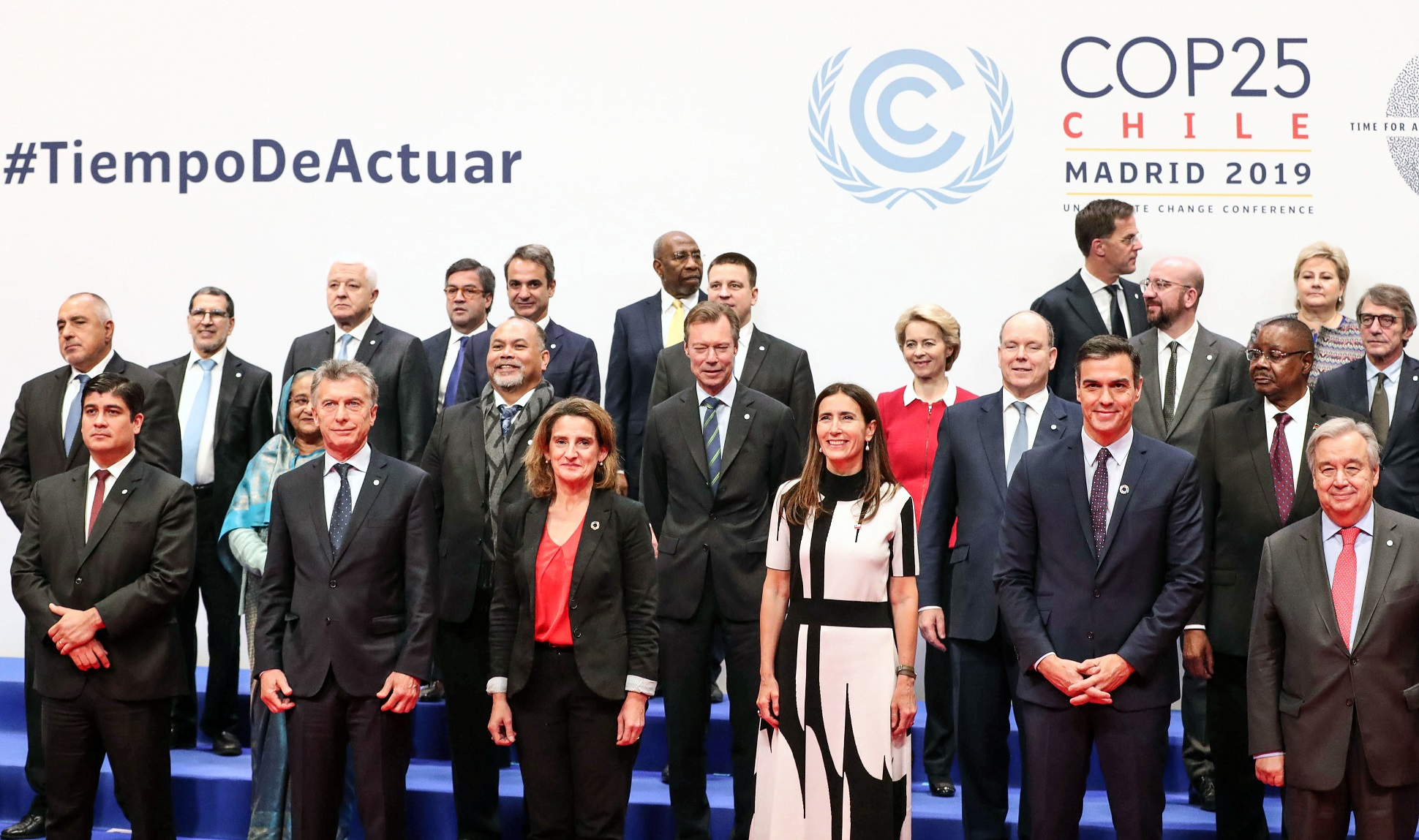
Foto de grupo oficial da Conferência de Mudança Climática das Nações Unidas de 2019.

Embora o ambientalismo verde brilhante seja uma corrente intelectual entre os ambientalistas norte-americanos (com uma série de empresas, blogs, ONGs e até governos agora explicitamente se autodenominando verde brilhante - por exemplo, o documento de planejamento estratégico da cidade de Vancouver é chamado de "Vancouver 2020: A Bright Futuro Verde" ), é no norte da Europa, especialmente na Escandinávia, Alemanha, Holanda e Reino Unido, que a ideia do ambientalismo verde brilhante se tornou mais difundida e amplamente discutida. Por exemplo, a vitrine oficial de tecnologia e exposição de negócios para a Conferência de Mudanças Climáticas das Nações Unidas de 2009 em Copenhague foi chamada de Bright Green em referência a essa ideia, enquanto o movimento de ativismo climático jovem dinamarquês é chamado de Bright Green Youth.